# Viártsilia
Viártsilia (ruso: Вя́ртсиля; carelio y finés: Värtsilä) es un asentamiento de tipo urbano de la república rusa de Carelia perteneciente al raión de Sortavala en el suroeste de la república.
En 2019, la localidad tenía una población de 2974 habitantes.
Se conoce la existencia de la localidad desde 1499, cuando se menciona como una localidad rural de las tierras de Nóvgorod. En 1617, el tratado de Stolbovo incorporó la localidad al Imperio sueco. A principios del siglo XVIII, tras la gran guerra del Norte pasó a formar parte del Imperio ruso, que a principios del siglo XIX incluyó esta zona en el Gran Ducado de Finlandia. En 1834 se construyó aquí un aserradero, junto al cual se instaló en 1851 una planta metalúrgica. En 1940 se integró en la Unión Soviética, que en 1946 le dio el estatus de asentamiento de tipo urbano.
Se ubica unos 50 km al norte de Sortavala junto a la frontera con Finlandia, sobre la carretera que lleva a Joensuu.